# Tasnova Hoque Elvin
Tasnova Hoque (em bengali:  তাসনোভা হক; nascido em 26 de abril de 1990) mais conhecido como Tasnova Elvin é uma atriz e modelo de Bangladesh. Tasnova Elvin começou sua jornada no showbiz como um dos 15 melhores competidores do Lux Channel I Superstar 2010, mas logo eclodiu como ator com sua encantadora presença na tela. Atualmente, ela está trabalhando em muitos teledramativos populares de televisão, incluindo Bachelor Point, Kacher Putul, Khandani Manzil e Mr Tension.

## Vida pregressa
Tasnova Elvin nasceu em 26 de abril em Brahmanbaria, Bangladesh. Ela completou sua graduação em Administração de Empresas pela American International University em Bangladesh. Seu pai é empresário e mãe é dona de casa.

## Carreira
Tasnova Elvin começou sua carreira com o comercial de televisão Pran Mango Juice Pack. Em 2013, ela estreou como atriz no drama Bengala Date Room.

## Vida pessoal
Elvin é casado com Fahad Reazi desde 26 de março de 2017.

## Filmografia

### Dramas e Telefilmes de TV
1. Room Date
2. Jamai Shoshur
3. Osthir Oshosti By Mango Squad
4. Before Marriage Vs After Marriage By Mango Squad
5. I Hate Football
6. Shada Kagoj e Sajano Onuvuti
7. Tomato Catchup
8. Nine and a Half
9. Back Benchers
10. Maya
11. Chewing Gum
12. Tini Amader Bokor Bhai
13. Mr. and Mrs Patoway
14. Just Chill
15. Celebrity Bua
16. Amader Valobasha
17. Chutir Ghonta
18. Mr. Tension
19. Uramon
20. Sentimental
21. Sentimental Selim [32]
22. Kacher Putul
23. Break up Story
24. Ektu Valobashar Onugolpo
25. The Destination Wedding
26. Rolling in the deep
27. Village Cup
28. Masti Reloaded
29. Invitation
30. Bisorjon
31. Polatok Shomoy Othoba Prem
32. Bisorjon
33. Shomoyer Golpo Rater Gari
34. Noy Choy
35. Logically illogical
36. Khola Asman
37. Shato Danar Projapati [33]
38. Prothom Bhalolaga [34]